# Platysmittia fimbriata
Platysmittia fimbriata är en tvåvingeart som beskrevs av Ole Anton Saether 1982. Platysmittia fimbriata ingår i släktet Platysmittia och familjen fjädermyggor.
Artens utbredningsområde är Tennessee. Inga underarter finns listade i Catalogue of Life.